# Анстед (город)
Анстед (англ. Ansted) — город в округе Фейетт, штат Западная Виргиния (США). По данным переписи за 2010 год число жителей города составляло 1404 человек, по оценке Бюро переписи США в 2015 году в городе проживало 1397 человек.

## Географическое положение
Анстед находится в центре штата Западная Виргиния вблизи реки Нью-Ривер. По данным Бюро переписи населения США город имеет общую площадь в 4,33 км². Вблизи города расположен парк штата Хокс-Нест.
Через город проходит  US 60 (англ. US Highway 60) вдоль Нью-Ривер до Голи-Бридж.

### Климат
По классификации климатов Кёппена климат Анстеда относится к субтропическому муссонному (Cfa). Климат города характеризуется относительно высокими температурами и равномерным распределением осадков в течение года. Летом находится под влиянием влажного, морского воздуха с океана. Лето обычно является более влажным, чем зима. Средняя температура в году — 12,2 °C, самый тёплый месяц — июль (средняя температура 22,7 °C), самый холодный — январь (средняя температура 0,1 °C). Среднее количество осадков в году 1201,4 мм.

## История
В 1873 году Дэвид Анстед, английский геолог, приехал в округ Фейетт, после проведения исследования, он нашел богатые залежи угля и обилие лиственных пород древесины вблизи будущего города. Анстед купил землю и основал угольную компанию Голи-Канава с офисами в Англии. В честь него было названо поселение.

## Население
| Год переписи | Нас. |  | %±     |
| ------------ | ---- |  | ------ |
| 1900         | 1090 |  | —      |
| 1910         | 1030 |  | −5,5%  |
| 1920         | 1178 |  | 14,4%  |
| 1930         | 1404 |  | 19,2%  |
| 1940         | 1422 |  | 1,3%   |
| 1950         | 1543 |  | 8,5%   |
| 1960         | 1511 |  | −2,1%  |
| 1970         | 1952 |  | 29,2%  |
| 1980         | 1952 |  | —      |
| 1990         | 1643 |  | −15,8% |
| 2000         | 1576 |  | −4,1%  |
| 2010         | 1404 |  | −10,9% |
| 2015         | 1397 |  | −0,5%  |

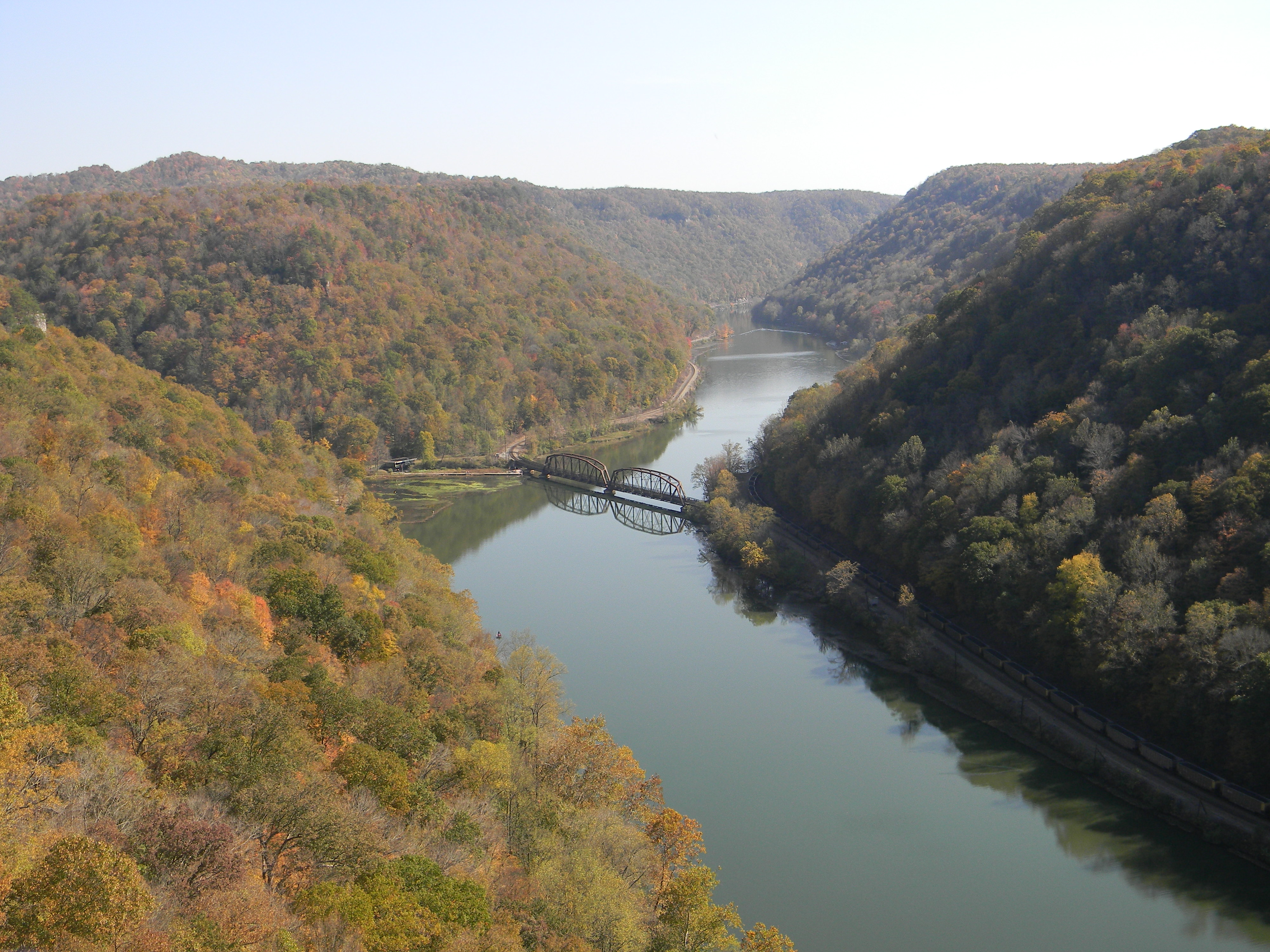
Вид на реку Нью-Ривер из парка штата Хокс-Нест

По данным переписи 2010 года население Анстед составляло 1404 человек (из них 47,2 % мужчин и 52,8 % женщин), в городе было 589 домашних хозяйств и 395 семей. На территории города была расположена 697 построек со средней плотностью 162,1 построек на один квадратный километр суши. Расовый состав: белые — 96,7 %, афроамериканцы — 2,7 %, азиаты — 0,2 %.
Население города по возрастному диапазону по данным переписи 2010 года распределилось следующим образом: 19,6 % — жители младше 18 лет, 3,5 % — между 18 и 21 годами, 53,7 % — от 21 до 65 лет и 23,2 % — в возрасте 65 лет и старше. Средний возраст населения — 47,0 лет. На каждые 100 женщин в Анстеде приходилось 89,5 мужчин, при этом на 100 совершеннолетних женщин приходилось уже 89,1 мужчин сопоставимого возраста.
Из 589 домашних хозяйств 67,1 % представляли собой семьи: 49,1 % совместно проживающих супружеских пар (14,9 % с детьми младше 18 лет); 13,8 % — женщины, проживающие без мужей и 4,2 % — мужчины, проживающие без жён. 32,9 % не имели семьи. В среднем домашнее хозяйство ведут 2,29 человека, а средний размер семьи — 2,80 человека. В одиночестве проживали 30,1 % населения, 16,3 % составляли одинокие пожилые люди (старше 65 лет).

## Экономика

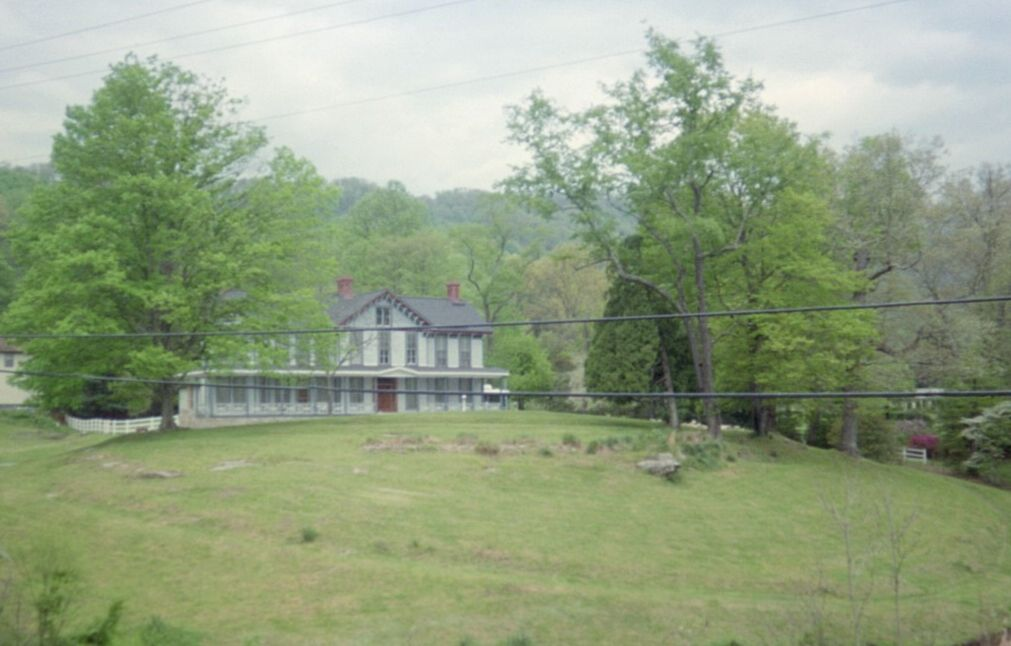
Дом Пейдж-Воутер

В 2014 году из 1283 человек старше 16 лет имели работу 534. При этом мужчины имели медианный доход в 46 364 долларов США в год против 24 083 долларов среднегодового дохода у женщин. В 2014 году медианный доход на семью оценивался в 41 938 $, на домашнее хозяйство — в 37 443 $. Доход на душу населения — 18 743 $ в год.

## Достопримечательности
В городе находится объект Национального реестра исторических мест США — дом Пейдж-Воутер. Он был построен в 1880—1890-х годах для семьи Уильяма Нельсона Пейджа, президента компании Голи-Маунтен-Кол. Белый особняк в викторианском стиле находится на холме в центре города.